# Visoki srednji vek
| Britanska ostrva - Irska - Vels - Kraljevina Engleska - Kraljevina Škotska - Orknijska grofovija (Norveška) - Kraljevina Man i ostrva (Norveška) Severna Evropa - Kraljevina Norveška - Kraljevina Švedska - Kraljevina Danska - Estonija - Litvanija Istočna Evropa - Poločka kneževina - Novgorodska republika - Kijev - Kirov - Povolška Bugarska - Kumani - Kraljevina Poljska - Kraljevina Mađarska - Prusija Pirinejsko poluostrvo - Kraljevina Portugal - Kraljevina Leon - Kraljevina Kastilja - Kraljevina Navara - Kraljevina Aragon Centralna Evropa - Kraljevina Nemačka - Kraljevina Francuska - Sveto rimsko carstvo | Apeninsko poluostrvo - Kraljevina Italija - Korzika - Sardinija - Normanska Kraljevina Sicilija - Mletačka Republika Balkan - Srbija - Bugarska - Vizantijsko carstvo - Kraljevina Kipar Kavkaz - Kraljevina Jermenija - Hazari - Kraljevina Alanija - Čerkezija - Gruzija - Atabegovi Azerbejdžana Arabija - Rumski Seldžuci - Dominion Šah-Jermena - Kurdistan - Dominion Saladina - Kneževina Antiohija - Grofovija Tripoli Severna Afrika - Almohadski kalifat |

Krstaški ratovi
- (puna linija) Drugi krstaški rat Luja VII i Konrada
- (linija i tačka) Treći krstaški rat Ričarda I, Filipa II i Fridriha

Mala karta
Centralna Evropa
Gvelfski, hohenstaufenski i askanijski domen u Nemačkoj oko 1176.
| - Vojvodstvo Saksonija - Markgrofovija Brandenburg - Vojvodstvo Frankonija | - Švapsko Vojvodstvo - Vojvodstvo Bavarska |

Visoki srednji vek je bio istorijski period koji je obuhvatao vreme između 11, 12. i 13. veka (c. 1001–1300). Visokom srednjem veku prethodio je rani srednji vek, a nakon njega je sledio kasni srednji vek, koji je završio oko 1500. godine.
Ključni istorijski trend visokog srednjeg veka bio je nagli rast populacije u Evropi, što je dovelo do velikih društvenih i političkih promena iz prethodne ere, renesanse 12. veka, uključujući i prvu pojavu ruralnog egzodusa i urbanizacije. Do 1250. znatni porast u populaciji u velikoj meri je pogodovao evropskoj ekonomiji, dostigavši visine koje u nekim područjima neće opet biti viđene sve do 19. veka. Taj trend je u kasnom srednjem veku zaustavljen nizom nesreća, pre svega crnom smrću, ali i brojnim ratovima i ekonomskom stagnacijom.
Od 780. godine i dalje, došlo je do kraja varvarskih invazija u Evropi, te je ona postala bolje društveno i politički organizovana. Karolinška renesansa dovela je do naučnog i filozofskog preporoda Evrope. Prvi univerziteti su osnovani u Bolonji, Parizu, Oksfordu i Modeni. Vikinzi su nastanili na Britanskim ostrvima, u Francuskoj i drugde, dok su se skandinavska hrišćanska kraljevstva razvijala. Mađari su u 10. veku zaustavili svoju ekspanziju, a do 1000. godine, hrišćanska Ugarska kraljevina priznata je u centralnoj Evropi, formirajući saveze sa regionalnim državama. Uz izuzetak kratkotrajnih mongolskih invazija u 13. veku, veliki upadi nomada su prekinuti. Moćno Vizantijsko carstvo Makedonske i Komninske dinastije postepeno je ustupilo mesto preporođenoj Srbiji i Bugarskoj i svom nasledniku, Latinskom carstvu od 1204. do 1261. godine, svo vreme suprotstavljajući se stalnoj pretnji Seldžuka u Maloj Aziji.
U 11. veku, populacija severno od Alpa počela je da nastanjuje nova područja, a neki od njih su se vratili životu u divljini nakon pada Rimskog carstva. U događanjima poznatim kao „velika raščišćavanja”, velika šumska i močvarna prostranstva Evrope su raščišćena i iskorištena za kultivaciju. U isto vreme, naselja su se pomerila dalje od tradicionalnih granica Karolinškog carstva, dalje od Elbe, pri tome utrostručivši veličinu Nemačke. Katolička crkva, dostigavši vrhunac svoje političke moći u to vreme, pozvala je vojske čitave Evrope u niz krstaških ratova protiv Seldžuka, koji su zauzeli Svetu zemlju, tako osnovavši krstaške države u Levantu. Ostali ratovi doveli su do severnih krstaških ratova, dok su hrišćanska kraljevstva preotela Pirinejsko poluostrvo od Mavra, a Normani su kolonizovali južnu Italiju, što je sve bilo doo velikog povećanja populacije i uzorka preseljavanja te ere.
Visoki srednji vek proizveo je mnoge različite oblike intelektualnih, duševnih i umetničkih dela. U tom dobu došlo je do porasta u etnocentrizmu, koji se kasnije razvio u moderni građanski nacionalizam u većini Evrope, uspona velikih italijanskih gradova-država, i uspona i pada islamske civilizacije u Al-Andalusu. Ponovno otkriće Aristotelovih dela navelo je Tomu Akvinskog i ostale mislioce tog perioda na razvoj skolastike, kombinacije katolicizma i antičke filozofije. Tokom većeg dela tog vremenskog perioda, Konstantinopolj je ostao najgušće naseljen grad Evrope, a vizantijska umetnost je dostigla vrhunac u 12. veku. U arhitekturi, mnoge od najznačajnijih gotskih katedrala sagrađene su tokom te ere.
Kriza kasnog srednjeg veka, počevši na početku 14. veka, označila je kraj ove ere.

## Istorijski događaji i politika

### Velika Britanija i Irska
U Engleskoj, Normansko osvajanje 1066. rezultiralo je kraljevstvom kojim je vladala frankofonska vlastela. Normani su silom zauzeli Irsku 1169. i uskoro uspostavili se u većem delu te zemlje, iako je njihovo uporište bilo na jugoistoku. Isto tako, Škotska i Vels su otprilike u to vreme potčinjeni u vazalstvo, iako je Škotska kasnije proglasila svoju nezavisnost. Ministarstvo finansija osnovano je u 12. veku pod kraljem Henrijom I, a sazvani su i prvi parlamenti. Godine 1215, nakon gubitka Normandije, kralj Jovan je ozakonio Magna Cartu, koja je ograničila moć engleskih monarha.

### Skandinavija
Od sredine desetog do sredine 11. veka, skandinavska kraljevstva su ujedinjena i pokrštena, što je izazvalo kraj vikinških pljački i učestvovanje u većoj meri u evropskoj politici. Kralj Knut od Danske vladao je i Engleskom i Norveškom. Nakon Knutove smrti 1035. godine, Engleska i Norveška su izgubljene, a sa porazom Valdemara II 1227. godine, danska dominacija u toj regiji je završena. Za to vreme, Norveška je širila svoje atlantske posede, koji su se protezali od Grenlanda do Ostrva Man, dok je Švedska, pod Birger jarlom, sagradila uporište na Baltičkom moru. Međutim, uticaj Norveške je počeo da opada već u tom periodu, koji je označen Sporazumom iz Perta 1266. godine. Takođe, građanski ratovi su besneli u Norveškoj između 1130. i 1240. godine.

### Francuska i Nemačka
Do vremena visokog srednjeg veka, Karolinško carstvo je podeljeno i zamenjeno zasebnim nasledničkim kraljevinama poznatim kao Francuska i Nemačka, mada ne u njihovim današnjim granicama. Nemačka je bila pod zastavom Svetog rimskog carstva, koje je dostiglo vrhunac svog jedinstva i političke moći.

### Mađarska
U visokom srednjem veku, Mađarska kraljevina (osnovana 1000. godine) je postala jedna od najmoćnijih srednjovekovnih država u centralnoj i zapadnoj Evropi. Kralj Sveti Stefan Mađarski je uveo hrišćanstvo u taj region; tadašnji hroničari upamtili su ga kao veoma religioznog monarha, sa širokim znanjem latinske gramatike, strogog prema vlastitom narodu, ali ljubaznom prema strancima. Iskorenio je ostatke plemenske organizacije u kraljevini i primorao narod na stalan život na jednom mestu i prihvatanje hrišćanske religije, etike, načina života i osnovao je srednjovekovnu mađarsku državu, organizujući je politički u grofovije, koristeći nemački sistem kao uzor.
Kasniji monarsi obično su održavali blisku vezu sa Rimom, poput Ladislava I Svetog, tolerantan stav prema paganima koji su prebegli u kraljevinu u potrazi za utočištem (na primer Kumani u 13. veku), što je na kraju izazvalo određenu nelagodnost za neke pape. Stupivši u personalnu uniju sa Hrvatskim kraljevstvom i aneksijom ostalih malih država, srednjovekovna Ugarska je postala malo carstvo koje je širilo svoju kontrolu nad Balkanom i čitavom karpatskom regijom. Mađarska kraljevska kuća je tokom srednjeg veka katoličkoj crkvi pružila najviše svetaca.

### Poljska i Litvanija
Tokom visokog srednjeg veka Poljska se pojavila kao kraljevstvo. Odlučeno je da se poveže se sa Velikim vojvodstvom Litvanije, što je potvrđeno Unijom u Krevu i naknadnim ugovorima, čime je nastala personalna unija 1569. godine.

### Španija i Italija
Većina Pirinejskog poluostrva bila je pod okupacijom Mavra nakon 711. godine, iako je njegov severni deo bio podeljen između nekoliko hrišćanskih država. U 11. veku, i ponovo u trinaestom, hrišćanska kraljevstva na severu postepeno su isterala muslimane iz centralnog i većine južnog Pirinejskog poluostrva.
U Italiji, nezavisni gradovi-države počeli su se baviti istočnom pomorskom trgovinom. Među njima su se naročito isticale talasokratije Piza, Amalfi, Đenova i Venecija.

### Jugoistočna Evropa
Glavni članci: Vizantijsko carstvo, Drugo bugarsko carstvo, Raška, Kneževina Arbanon, Banovina Bosna i Hrvatsko kraljevstvo
U visokom srednjem veku došlo je do vrhunca i pada slovenske države Kijevska Rusija u pojave Kumanije. Kasnije, mongolska invazija u 13. veku imala je veliki uticaj na istočni deo Evrope, budući da su mnoge države tog regiona napadnute, opljačkane, osvojene ili pretvorene u vazale.
Tokom prve polovine tog perioda (c. 1025-1185) Vizantijsko carstvo je dominiralo Balkanom, a pod Komninskim carevima došlo je do preporoda prosperiteta i urbanizacije; međutim, njihova dominacija Jugoistočnom Evropom završila je nakon uspešnog vlaško-bugarskom pobunom 1185. godine, te je nakon toga ta regija bila podeljena između Vizantinaca u Grčkoj, nekim delovima Makedonije i Trakije, Bugara u Meziji i većini Trakije i Makedonije, i Srba na severozapadu. Istočna i Zapadna crkva službeno su se odvojile u 11 veku, i uprkos povremenim periodima saradnje tokom 12. veka, četvrti krstaški rat je 1204. rezultirao izdajničkim zauzimanjem Konstantinopolja. To je znatno oštetilo Vizantijce, a njihova moć je na kraju oslabljena delovanjem Seldžuka i rastućeg Osmanskog carstva u 14. i 15. veku. Međutim, moć Latinskog carstva bila je kratkog veka nakon što je bugarski car Kalojan preusmerio krstašku vojsku u Bici kod Hadrijanopolja.

### Klima i poljoprivreda
Srednjovekovni topli period, period između 10. i 14. veka u Evropi, bio je relativno topao i blag interval koji je završio generalno hladnijim malim ledenim dobom. Poljoprivrednici su uzgajali pšenicu dosta severnije u Skandinaviji i vinove loze u severnoj Engleskoj, iako se čini da se maksimalno širenje vinograda desilo tokom malog ledenog doba. Tokom tog vremena, visoka potražnja za vinom i stabilna količina konzumacije alkohola prouzrokovala je vinogradarsku revoluciju. Ta zaštita od gladi dopustila je povećanje populacije u Evropi, uprkos gladi iz 1315. godine, koja je odnela 1,5 miliona ljudskih života. To povećanje populacije doprinelo je osnivanju novih gradova i povećanju u industrijskoj i ekonomskoj aktivnosti u tom periodu. Takođe je osnovana trgovina i sveobuhvatna proizvodnja alkohola. Proizvodnja hrane se takođe povećala u to vreme, budući da su uvedeni novi načini poljoprivedne proizvodnje, uključujući upotrebu težeg pluga, konja umesto volova, i tropoljni sistem koji je omogućavao uzgoj raznolikijih useva od prethodnog dvopoljnog sistema - među njima su značajne mahunarke, čiji je rast sprečio gubitak značajnog azota u zemljištu.

### Uspon viteštva
Teška konjica domaćinstva (vitezovi) postala je česta u 11. veku u Evropi, a osmišljeni su i turniri. Iako je veliko ulaganje u konje i oklop bio prepreka stupanju u viteštvo, ono je postalo poznato kao način za kmetove da zarade svoju slobodu. U 12. veku, monasi Klinijaja su promovirali etičko ratništvo i nadahnuli nastanak viteških redova, kao što su Templari. Nasleđene titule plemstva osnovane su u tom periodu. U Nemačkoj u 13. veku viteštvo je postala još jedna nasledna titula, iako jedna od manje prestižnih, i taj trend se proširio u ostalim zemljama.

## Religija

### Crkva
Raskol Istoka i Zapada 1054. službeno je podelio hrišćansku crkvu na dva dela: rimski katolicizam u Zapadnoj Evropi i pravoslavlje na istoku. Do toga je došlo kada su papa Lav IX i patrijarh Mihailo  ekskomunicirali jedan drugoga, uglavnom zbog spora o postojanju papinskog autoriteta nad četiri istočna patrijarha, kao i zbog neslaganja po pitanju filiokve.

### Krstaški ratovi
Krstaški ratovi dešavali su se između 11. i 13. veka. Predvođeni su papinskim autoritetom sa namerom ponovnog uspostavljanja hrišćanske uprave u Svetoj Zemlji oduzimanjem tog područja od muslimanskog Fatimidskog kalifata. Fatmidi su zauzeli Palestinu 970. godine, izgubili je 1073. godine, kada je pala u ruke Seldžuka, i ponovo je zauzeli 1098. godine, kratko pre nego što su je ponovo izgubili 1099. kao rezultat Prvog krstaškog rata.

#### Vojni redovi
U kontekstu krstaških ratova, osnovani su monaški vojni redovi koji će postati šablon za kasnije srednjevekovne viteške redove.
Templari su bili hrišćanski vojni red osnovan nakon Prvog krstaškog rata kako bi se hrišćanski hodočasnici zaštitili od neprijateljski nastrojenih lokalnih stanovnika i razbojnika. Taj red bio je blisko povezan sa bankarstvom, te je Filip IV od Francuske 1307. uhapsio sve pripadnike tog reda u Francuskoj i ukinuo ga zbog optužbi za jeres.
Vitezovi Hospitalci prvobitno su bili hrišćanska organizacija osnovana u Jerusalimu 1080. kako bi se brinuli o siromašnim, bolesnim ili ozleđenim hodočasnicima u Svetu zemlju. Nakon što je Jerusalim zauzet u Prvom krstaškom ratu, postali su religijsko-vojni red zadužen za brigu i zaštitu Svete zemlje. Nakon što je Sveta Zemlja na kraju ponovo zauzeta od strane muslimanskih snaga, premestili su bazu operacija na Rodos, a kasnije Maltu.
Tevtonski viteški red je bio nemački religijski red osnovan 1190. godine u gradu Ako kako bi pomogao hrišćanskim hodočasnicima pri njihovom putovanju u Svetu zemlju i kako bi upravljao bolnicama za bolesne i ozleđene. Nakon što su muslimanske snage zauzele Svetu zemlju, red se 1211. premestio u Transilvaniju i kasnije, nakon što je isteran, napao je pagansku Prusku sa namerom pokrštavanja Baltika. Ipak, pre i nakon što je glavni paganski neprijatelj tog reda, Litvanija, prešla na hrišćanstvo, oni su već bili napali druge hrišćanske nacije, kao što su Novgorod i Poljska. Moć Teutonskih vitezova, koja je postala znatna, slomljena je 1410. godine u Bici kod Grinvalda, gde su doživeli ogroman poraz od strane udružene poljsko-litvansko-ruske vojske. Nakon Grinvalda, red je gubio na moći do 1809. godine, kada je službeno raspušten. Sve zajedno, bilo je deset krstaških ratova.

### Skolastika
Novi hrišćanski metod učenja bio je pod uticajem Anselma Kenterberijskog (1033–1109) zasnovan na ponovnom otkriću Aristotelovih dela, isprva indirektno putem srednjevekovne jevrejske i islamske filozofije (Majmonid, Ibn Sina i Ibn Rušd), a potom kroz Aristotelovog vlastitog dela donesenog iz vizantijskih i muslimanskih biblioteka; i onih na koje je uticao, pre svega Alberta Velikog, Bonaventuru i Abelara. Mnogi skolastičari verovali su u empirizam i podržavali rimokatoličku doktrinu kroz sekularno istraživanje, razum i logiku. Protivili su se hrišćanskom misticizmu i platonističko-avgustinskom verovanju da je um nematerijalna materija. Najpoznatiji skolastičar je bio Toma Akvinski (kasnije proglašen „crkvenim naučnikom”), koji se udaljio od platonskih i avgustinskih ideja i približio se aristotelizmu. Toma Akvinski je razvio filozofiju uma pišući da je um pri rođenju tabula rasa („prazna ploča”) kojoj je božanskom iskrom data sposobnost razmišljanja i prepoznavanja formi ili ideja. Ostali značajni skolastičari bili su Roscelin, Abelar, Pjer Lombard i Fransisko Suarez. Jedno od glavnih pitanja tokom tog vremena bio je problem univerzalija. Istaknuti zastupnici različitih aspekata skolastike bili su Duns Skot, Vilijam Okamski, Petar Damjan, Bernard od Klervoa i pripadnici Viktorske škle.

### Zlatno doba monasticizma
- Kasni 11. vek i početak i sredina 12. bili su vrhunac znatnog doba hrišćanskog monaštva (8-12. vek).
  - Benediktinci - monasi u crnim odorama
  - Cisterciti - monasi u belim odorama
    - Bernard od Klervoa

### Prosjački redovi
- U 13. veku došlo je do uspona prosjačkih redova, kao što su:
  - franjevci (Manja braća, poznati i kao sivi fratri), osnovani 1209
  - karmelićani (Pustinjaci Blažene device Marije Karmelske, poznati i kao beli fratri), osnovani 1206–1214
  - dominikanci (Red propovjednika, poznati i kao crni fratri), osnovani 1215
  - avgustinci (Pustinjaci Sv. Avgustina, poznati i kao avgustinski fratri), osnovani 1256

### Jeretički pokreti
Hrišćanski jeresi postojali su u Evropi pre 11. veka, ali samo u malim brojevima i bili su lokalnog karaktera: u većini slučajeva, pojedinačan sveštenik ili selo bi se vratili paganskim tradicijama. Međutim, počevši u 11. veku, pojavile su se jeresi masovnog karaktera. Koreni toga delimično se mogu naći u usponu urbanih gradova, slobodnih trgovaca i nove ekonomije zasnovane na novcu. Ruralne vrednosti monasticizma nisu se mnogo dopadale urbanim ljudima, koji su počeli da formiraju sekte u većoj saglasnosti sa urbanom kulturom. Prvi jeretički pokreti velikih razmera u Zapadnoj Evropi potekli su iz nedavno urbaniziranih područja, poput južne Francuske i severne Italije i verovatno su bili pod uticajem bogumila i ostalih dualističkih pokreta. Te jeresi bili su razmera koje katolička crkva nikada pre nije videla; za neke, odgovor je bio eliminacija (kao u slučaju katara), a prihvatanje i integracija za druge (kao u slučaju poštovanja Franje Asiškog, sina gradskog trgovca koji se odrekao novca).

#### Katari
Katarizam je bio pokret gnostičkih elemenata koji je nastao sredinom 10. veka, a koji je tadašnja rimokatolička crkva proglasila jeretičkim. Postojao je u većem delu Zapadne Evrope, ali je nastao u Langdoku i okolnim područjima u južnoj Francuskoj.
Naziv katar potiče od grčkog katharos, „čist”. Jedna od prvih zabilježenih upotreba je od strane Ekberta fon Šinaua, koji je u Kelnu 1181. o jereticima napisao: „Hos nostra Germania catharos appellat.”
Katare su takođe nazivali albižanima. Taj naziv potiče od kraja 12. veka, a koristio ga je hroničar Žofroj du Brej 1181. godine. Taj naziv se odnosi na južni grad Albi (antička Albiga). To određenje nije veoma precizno, budući da je centar bio u Tuluzu i susednim distriktima.
Albižani su bili snažni u južnoj Francuskoj, severnoj Italiji i jugozapadnom Svetom rimskom carstvu.
Bogumili su bili snažni na Balkanu i postali službena religija bosanskih kraljeva.
- Dualisti su verovali da su istorijski događaji bili rezultat borbe između jedne dobre sile i jedne zle sile, i da je zlo vladalo svetom, iako je ono moglo biti kontrolisano ili pobeđeno askezom i dobrim delima.
- Katarski krstaški rat, Simon de Monfort, Montsegur, Kveribus

#### Valdenzi
Petar Valdo od Liona bio je bogat trgovac koji se odrekao svog bogatstva oko 1175. godine, nakon religioznog iskustva, i postao propovednik. Stvorio je valdenze, koji su postali hrišćanska sekta koja je verovala da svi religijski običaji trebaju imati osnovu u Svetom pismu. Treći lateranski sabor iz 1179. godine nije dozvolio Valdu da propoveda. On tu zabranu koju nije poslušao, te je nastavio da slobodno govori i bio je ekskomunikovan 1184. godine. Valdo je kritikovao hrišćansko sveštenstvo, govoreći da ne žive prema Svetom pismu. Odbacio je običaj prodavanja oprosta, kao i tada čest običaj poštovanja kultova svetaca.

## Zanatstvo i trgovina
U Severnoj Evropi, hanza, federacija slobodnih gradova koja je unaprjeđivala pomorsku trgovinu, osnovana je u 12. veku, sa osnivanjem grada Libeka, koji je njome kasnije dominirao, 1158–1159. godine. Mnogi severni gradovi Svetog rimskog carstva postali su hanzeatski gradovi, uključujući Amsterdam, Keln, Bremen, Hanover i Berlin. Hanzeatski gradovi izvan Svetog Rimskog Carstva bili su, na primjer, Briž i poljski grad Gdanjsk, kao i Kalinjingrad, glavni grad monaške države Teutonskih vitezova. U Bergenu (Norveška) i Novgorodu (Rusija) hanza je imala fabrike i posrednike. U tom periodu, Nemci su počeli da koloniziraju Evropu izvan carstva, Prusku i Šlesku.
U kasnom 13. veku, venecijanski istraživač zvan Marko Polo postao je jedan od prvih Evropljana koji su putovali Putem svile do Kine. Zapadnjaci su upoznati sa Dalekim Istokom kada je Polo zapisao svoja putovanja u delu Il Milione. Na Istok su ga sledili brojni hrišćanski misionari, kao što su Vilijam od Rubruka, Đovani Plano Karpini, Andre od Lonžima, Odorik iz Pordenone, Đovani de Marignoli, Đovani od Montekorvina i drugi putnici, kao što je Nikolo de Konti.

## Nauka
Filozofsko i naučno učenje ranog srednjeg veka zasnivalo se na nekoliko kopija i komentara antičkih grčkih tekstova koji su ostali u Zapadnoj Evropi nakon pada Zapadnog rimskog carstva. Većina ih je izučena samo na latinskom, budući da je znanje grčkog bilo veoma ograničeno.
Taj scenario promenio se tokom renesanse 12. veka. Intelektualna revitalizacija Evrope počela je sa rođenjem srednjevekovnih univerziteta. Povećani kontakt sa islamskim svetom u Španiji i na Siciliji tokom rekonkviste, i vizantijskog sveta i muslimanskog Levanta tokom krstaških ratova, pružili su Evropljanima pristup naučnim arapskim i grčkim tekstovima, uključujući i dela Aristotela, Ibn al-Haitama i Ibn Rušda. Evropski univerziteti materijalno su potpomogli prevođenje i širenje tih tekstova i stvorili novu infrastrukturu koja je bila neophodna za naučne zajednice.
Na početku 13. veka postojali su prilično tačni latinski prevodi glavnih dela gotovo svih intelektualno ključnih antičkih autora, omogućivši dobar prenos naučnih ideja i putem univerziteta i putem manastira. Od tada, prirodne nauke sadržane u tim tekstovima počele su da se šire posredstvom značajnih skolastičara, kao što su Robert Grosetest, Rodžer Bejkon, Albert Veliki i Duns Skot. Preteče modernog naučnog metoda već se mogu videti u Grosetestovom isticanju matematike kao načina razumevanja prirode, a Bejkon je cenio empirijski pristup, naročito u svom delu Opus Majus.

### Tehnologija
Tokom 12. i 13. veka u Evropi je došlo do radikalne promene u stopi novih izuma, inovacija u načinu upravljanja tradicionalnim sredstvima proizvodnje i ekonomskom rastu. Tokom manje od jednog veka, stvoreno je više izuma nego za prethodnih hiljadu godina ljudske istorije na čitavoj planeti. U tom periodu došlo je do znatnog tehnološkog napretka, uključujući i preuzimanje ili pronalazak vetrenjača, vodenica, štampe (iako još uvek ne pokretnog tipa), baruta, astrolaba, naočara, makaza modernog oblika, boljih satova i mnogo boljih brodova. Dva poslednja izuma među spomenutima omogućili su početak doba otkrića. Ti izumi nastali su pod uticajem stranih kultura i društava.
Alfred Krosbi je opisao deo te tehnološke revolucije u svom delu Mera stvarnosti: Kvantifikacija u Zapadnoj Evropi, 1250-1600 (The Measure of Reality: Quantification in Western Europe, 1250-1600), a o njoj su pisali i drugi veliki istoričari tehnologije.
- Prvi zapis o vetrenjači je iz Jorkšira, Engleska, 1185.
- Proizvodnja papira započeta je u Italiji oko 1270.
- Preslica je donesena u Evropu (verovatno iz Indije) u 13. veku.
- Magnetni kompas pomagao je u navigaciji, prvi put dospevši u Evropu u kasnom 12. veku.
- Naočare su izumljene u Italiji u kasnim 1280-im.
- Astrolab se vratio u Evropu preko islamske Španije.
- Leonardo Fibonači predstavlja arapske brojeve Evropi svojim delom Liber Abaci 1202.
- Najstariji zapadni prikaz krmenog kormila može se pronaći u crkvenim rezbarijama iz oko 1180. godine.

## Umetnost

### Vizuelna umetnost
Umetnost u visokom srednjem veku obuhvata sledeće važne pokrete:
- Anglosaksonska umetnost bila je uticajna na Britanskim ostrvima do invazije Normana 1066.
- Romanika je nastavila tradicije iz klasičnog sveta (nju ne treba poistovećivati sa romaničkom arhitekturom)
- Gotika je razvila specifične nemačke osobine (nije isto što i gotička arhitektura)
- Vizantijska umetnost nastavila je ranije vizantijske tradicije, ostvarivši uticaj na većinu Istočne Evrope
- Iluminirani manuskripti postali su istaknuti i u katoličkoj i pravoslavnoj crkvi

### Arhitektura
Gotska arhitektura zamenila je romanski stil kombinujući akbutane, gotske (ili šiljaste) lukove i rebraste svodove. Bila je pod uticajem duhovne pozadine tog vremena, u suštini religiozna: tanke horizontalne linije i rešetke ostavljale su utisak da građevina stremi nebu. Arhitektura se činila svetlom i bestežinskom, u suprotnosti sa tamnim i glomaznim formama prethodnog romaničkog stila. Avgustin Hiponski podučavao je da je svetlost izraz Boga. Arhitektonske tehnike prilagođene su i razvile se za izgradnju crkava koje su odražavale to učenje. Raznobojni stakleni prozori povećavali su duh svetline. Budući da su boje u srednjem veku bile mnogo ređe nego danas, može se pretpostaviti da su ta virtuozna umetnička dela izazivala osećaj strahopoštovanja kod običnog čoveka sa ulice. Visoki, složeni rebrasti, a kasnije i lepezasti svodovi prikazivali su kretanje prema raju. Obožavanje Boga takođe se izražavalo relativno velikom veličinom tih građevina. Gotička katedrala, prema tome, nije samo pozivala posetioce da se uzdignu duhovno, već je i demonstrirala veličinu Boga. Tlocrt gotske katedrale odgovarao je pravilima skolastike: prema delu Ervina Panofskija, Gotička arhitektura i skolastika (en. Gothic Architecture and Scholasticism), tlocrt je bio podeljen na odeljke i jednoobrazne pododeljke. Te osobine izražene su u najpoznatijoj sakralnoj građevini tog vremena: crkvi Notr Dam.

### Književnost
Raznolike kulture imale su uticaja na književnost visokog srednjeg veka, među kojima najviše hrišćanstvo. Veza sa hrišćanstvom bila je najveća u rimskoj književnosti, koja je uticala na standardni jezik u književnom ciklusu rimskog pitanja. U ostale književne cikluse, odnosno međusobno povezane grupe priča, spadali su francusko pitanje (priče o Karlu Velikom i njegovom dvoru), akritske pesme, koje su se bavile temom viteštva vizantijskih graničara, te verovatno najpoznatiji ciklus, britansko pitanje, sa tematikom kralja Artura, njegovog dvora i povezanim pričama iz Bretanje, Kornvola, Velsa i Irske. Jedan anoniman nemački pesnik pokušao je da vrati germanske mitove iz perioda seobe naroda na nivo francuskih i britanskih epova, tako stvorivši Nibelungah. Takođe je postojalo dosta poezije i istorijskih spisa koji su napisani u tom periodu, kao što je Istrorija britanskih kraljeva Džefrija od Monmuta.
Uprkos političkom opadanju tokom kasnog 12. i većine 13. veka, vizantijska učenjačka tradicija ostala je naročito plodna tokom tog vremenskog perioda. Jedan od najistaknutijih filozofa 11. veka, Mihailo Psel, oživeo je neoplatonizam na hrišćanskim temeljima i učvrstio izučavanje antičkih filozofskih tekstova, takođe doprinevši istoriji, gramatici i retorici. Njegov učenik i naslednik kao glavni učitelj filozofije na Univerzitetu u Konstantinopolju, Jovan Ital, nastavio je platonsku liniju u vizantijskoj misli i bio je kritikovan od strane crkve zbog stavova koje je ona smatrala jeretičkim, kao što je doktrina transmigracije. Dva pravoslavna teologa važna u dijalogu između istočne i zapadne crkve bili su Nikefor Blemid i Maksim Planud. Vizantijska istorijska tradicija takođe je procvetala sa delima braće Nikite i Mihaila Honijata na početku 13. veka i Georgija Akropolita generaciju kasnije. U 12. veku u Vizantijskom carstvu je takođe nastao i Timarion, pravoslavna hrišćanska preteča Božanstvene komedije. Otprilike u isto vreme na popularnosti je dobio i tzv. vizantijski roman, sa svojom sintezom antičkih paganskih i tadašnjih hrišćanskih tema.
U to isto vreme, u južnoj Francuskoj nastala je oksitanska književnost, koja je najpoznatija po trubadurima koji su pevali o dvorskoj ljubavi. Uključivala je elemente iz latinske književnosti i Španije i Severne Afrike pod uticajem Arapa. Njen uticaj kasnije se proširio na nekoliko kultura u Zapadnoj Evropi, naročito u Portugaliji i Minezang u Nemačkoj. Provansalska književnost takođe je stigla u Siciliju i Severnu Italiju, postavivši temelje za „slatkog novog stila” Dantea, a kasnije i Petrarke. Upravo, najvažnija poema kasnog srednjeg veka, alegorijska Božanstvena komedija, u velikoj je meri proizvod i teologije Tome Akvinskog i uveliko sekularne oksitanske književnosti.

### Muzika
Preživela muzika visokog srednjeg veka pre svega je religijske prirode, budući da se muzička notacija razvila u religijskim institucijama, a primena notacije u sekularnoj muzici razvila se tek kasnije. Rano u tom periodu, gregorijanski koral je bio dominantna forma crkvene muzike; ostale forme, počevši sa organumom, a kasnije uključujući klauzule, kondukt i motet, razvile su se koristeći koral kao izvorni materijal.
Tokom 11. veka, Gvido Areco je bio prvi koji je razvio muzičku notaciju, koja je olakšala pamćenje gregorijanskih korala.
Tokom 12. i 13. veka gregorijansko pevanje u horu izrodilo je polifoniju, koja se pojavila u delima francuske škole Notr Dam (Leonin i Perotin). Kasnije se razvila u ars nova (Filip de Vitri, Gijom de Mašo) i muzičke žanrove kasnog srednjeg veka. Važan kompozitor tokom 12. veka bila je časna sestra Hildegarda Bingenska.
Najznačajniji sekularni pokret su bili trubaduri, koji su nastali u Oksitaniji (Južna Francuska) u kasnom 11. veku. Trubaduri su često putovali, dolazili su iz svih društvenih klasa i pisali su pesme o raznim temama, sa naročitim fokusom na dvorsku ljubav. Njihov stil uticao je na truvere severne Francuske, dvorske pesme u Nemačkoj i kompozitore sekularne muzike Trecenta u severnoj Italiji.

### Pozorište
Ekonomske i političke promene u visokom srednjem veku dovele su do stvaranja esnafa i rasta gradova, a to je dovelo do znatnih promena u pozorištu, počevši tada i nastavivši se u kasnom srednjem veku. Trgovački esnafi počeli su da izvode predstave, obično zasnovane na religiji, koje su se često bavile biblijskom pričom koja se odnosila na njihovu profesiju. Na primer, pekarski esnaf izveo bi uprizorenje Poslednje večere. Na Britanskim ostrvima, predstave su tokom srednjeg veka izvođene u nekih 127 različitih gradova. Ti mirakuli na govornom jeziku napisani su u ciklusima velikog broja predstava: iz Jorka (48 predstava), Čestera (24), Vejkefilda (32) i nepoznatih lokacija (42). Veliki broj predstava iz tog perioda iz Francuske i Nemačke je preživio, a neke vrste religijskih drama izvođene su u gotovo svakom evropskom gradu u kasnom srednjem veku. Mnoge od tih predstava sadržale su komediju, đavole, zlikovce i klaunove.
U srednjem veku je takođe izveden veliki broj sekularnih predstava, od kojih je najranija Predstava Grinvuda (engl. The Play of the Greenwood) Adama de la Ala iz 1276. godine. Ona sadrži satirične scene i narodni materijal kao što su vile i ostala nadnaravna bića i pojave. Farse su nakon 13. veka takođe poprimile na popularnosti. Većina tih predstava dolazi iz Francuske i Nemačke i slične su u tonu i formi, ističući polni odnos i telesne izlučevine. Najpoznatiji pisac farsi je Hans Zaks (1494–1576), koji je napisao 198 dramskih dela. U Engleskoj, Predstava drugog pastira (engl. The Second Shepherds' Play) vejkefildskog ciklusa je najpoznatija rana farsa. Međutim, farsa se u Engleskoj nije pojavila nezavisno do 16. veka sa radom Džona Hejvuda (1497–1580).

## Literatura
- John H. Mundy, Europe in the High Middle Ages, 1150-1309. 2000. ISBN 978-0-582-36987-0. Harlow, Engleska, Longman .
- Fuhrmann, Horst (1986). Germany in the high Middle Ages: c. 1050-1200. Cambridge UP..
- Jordan, William C. Europe in the high middle ages (2nd изд.). Penguin. 2004. .
- Mundy, John H. (2014) [1973]. Europe in the high Middle Ages, 1150-1309. New York: Basic Books. ISBN 9780465021031.
- Power, Daniel, ed (2006). The Central Middle Ages: Europe 950-1320. Oxford UP..

## Spoljašnje veze
Медији везани за чланак Visoki srednji vek на Викимедијиној остави

- Muzika srednjeg veka: 475-1500
- „Srednji vek: Visoki srednji vek na Columbia Electronic Encyclopedia na infoplease”. Архивирано из оригинала 13. 10. 2012. г. Приступљено 08. 12. 2018.
- „Provansalska literatura na Columbia Electronic Encyclopedia na infoplease”. Архивирано из оригинала 13. 10. 2012. г. Приступљено 08. 12. 2018.